# Непейцево
Непейцево (разг. Непейцевская дача) — историческая деревня Богородской волости Уфимского уезда Уфимской губернии. Ныне — часть Российской улицы Орджоникидзевского района города Уфы.

## География
Находилась в верхней части Непейцевской горы (названной по имени деревни), между деревнями Глумилино и Тужиловка, рядом с деревней Таралыкино.

## Топоним
Фиксировалась также под названиями Берёзовка, Кособрюхово и Борисовка.

## История
Известна с 1811. Основана как имение Непейцыных (уфимская ветвь дворян Непейцынов). В том же году, Осипом Тимофеевичем Непейцевым заложен Непейцевский дендропарк.
Позднее, деревня принадлежала директору народных училищ Оренбургской губернии Ивану Васильевичу Базилеву, после смерти которого имение перешло по наследству сыну — Алексею Ивановичу Базилеву — специалисту сельского хозяйства, продолживший расширять и благоустраивать дендропарк.
В 1926 году вошла в город Уфу.

## Население
В 1865 году в одном дворе проживало 11 человек, которые занимались земледелием, в 1906 году — 38 человек, в 1920 году — 70 человек.